# Aveilton Souza
Aveilton Silva De Souza (Marabá, 28 de abril de 1987), é deputado estadual, filiado ao Partido Liberal (PL), eleito pelo estado do Pará.